# Jeřáb černokrký
Jeřáb černokrký (Grus nigricollis) je menší druh jeřába, který hnízdí na Tibetské náhorní plošině v odlehlých oblastech Číny a Indie ve vysokých nadmořských výškách mezi 2600–4900 m n. m. Jedná se o jediný alpský druh jeřába na světě.

## Systematika
Druh popsal ruský objevitel Nikolaj Prževalskij v roce 1876. Netvoří žádné poddruhy. Vzhledem k extrémní nadmořské výšce hnízdišť byl tento jeřáb popsán jako poslední ze všech jeřábovitých.

## Rozšíření a populace
Hnízdiště jeřábů černokrkých se nachází na Tibetské náhorní plošině v Číně, menší část populace hnízdí i v přilehlém Ladaku v Indii. Hnízdní habitat druhu tvoří alpská rašeliniště a říční a jezerní močály v nadmořských výškách 2600–4900 m n. m. Na zimu jeřábi migrují do nižších poloh Číny a Bhútánu, stále však do nadmořských výšek 2000–3800 m n. m. Vzhledem k ostatním jeřábovitým mají jeřábi černokrcí poměrně krátké tahové trasy, které měří „pouze“ cca 120–700 km. Zimující jeřábi čenokrcí se dělí do 3 geograficky oddělených populací:
- Východní populace (severovýchodní Jün-nan, severozápadní Kuej-čou);
- Centrální populace (severozápadní Jün-nan);
- Západní populace (středojižní Tibet a Bhútán, několik jedinců pravidelně zimuje v indickém Arunáčalpradéši).

Zimní biotop druhu tvoří říční údolí a přehradní břehy s přilehlými ječmennými a pšeničnými poli. Celková populace se k roku 2014 odhadovala na cirka 10 000–10 200 jedinců.

## Popis

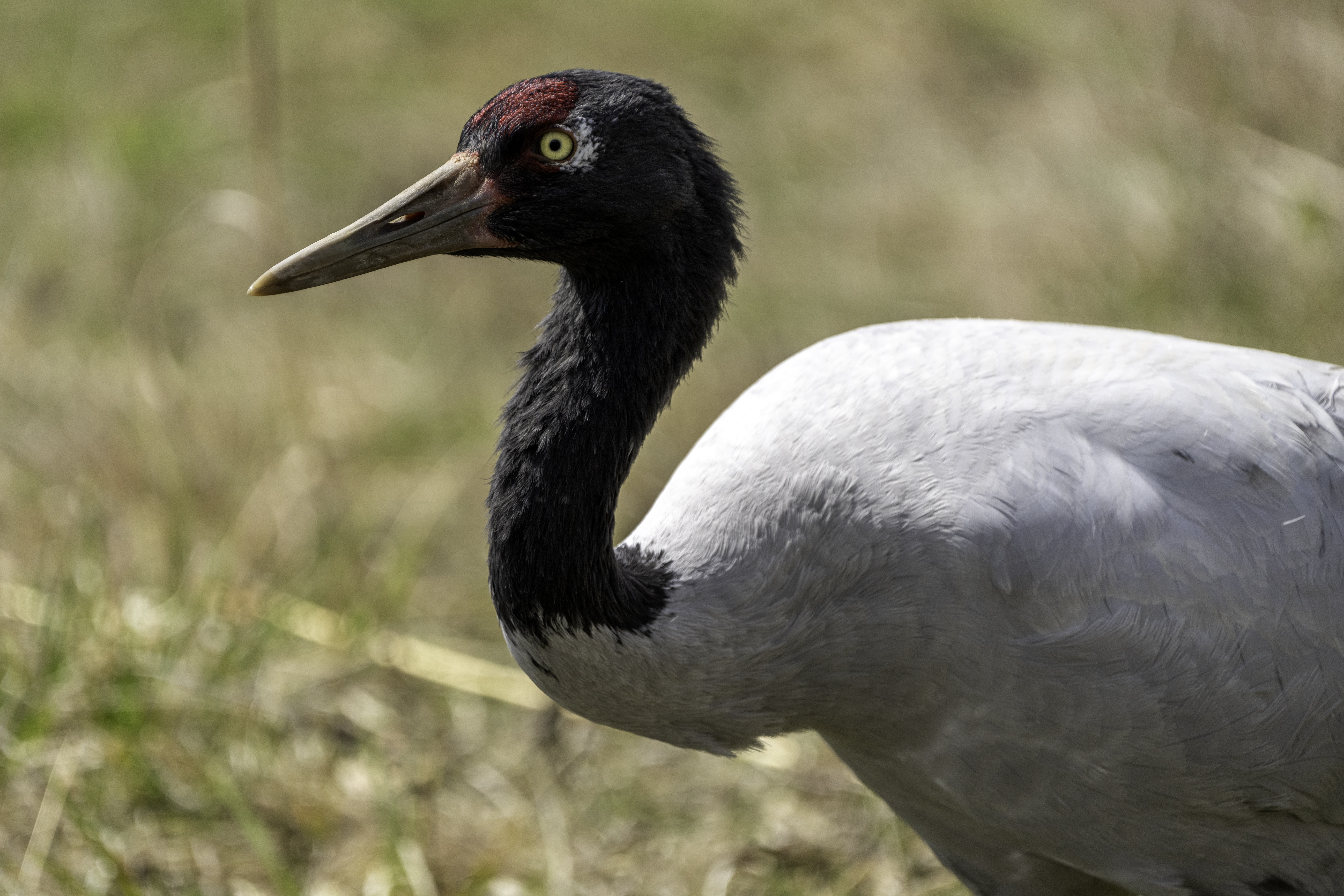
Detail hlavy

Tento statný druh jeřába dosahuje výšky kolem 139 cm. Křídlo samců měří 57–68 cm, u samic 59–63 cm. Běhák samců je dlouhý 23–26 cm, samiččin 21–25 cm. Dospělci váží kolem 6 kg. Opeření na korunce a uzdičce je červené. Samec i samice si jsou velmi podobní. Hlava a krk jsou černé, avšak korunka a uzdička jsou červené a pod zadní stranou oka je bílá až světle šedá skvrna. Zbytek těla je převážně popelavě šedý, směrem k břichu až do běla. Ocas je černý, letky jsou černé a krovky převážně šedé. Duhovky jsou žluté, zobák zelenavě až šedě rohový se žlutým zakončením. Nohy a prsty jsou černé.

## Biologie
Jedná se o jediný alpinský druh jeřába. Hřaduje v mělké vodě jezer, malých rybníků nebo na říčních březích.

### Potrava
Je to všežravec. Pojídá kořínky, hlízy, žížaly, rovnokřídlé, plže, malé rybky, plazy, bezobratlé i menší obratlovce jako jsou hraboši. Na zimovištích jeřábi černokrcí často navštěvují pole, kde pořádají různé obilniny a pěstované plodiny jako je ječmen, pšenice, oves, kukuřice, brambory a další. Na zimovištích občas vyhrabávají z půdy i hybernující žáby. Potravu často sbírají v malých skupinkách, které se občas mísí s jeřáby popelavými; oba druhy jsou k sobě značně tolerantní.

### Hnízdění

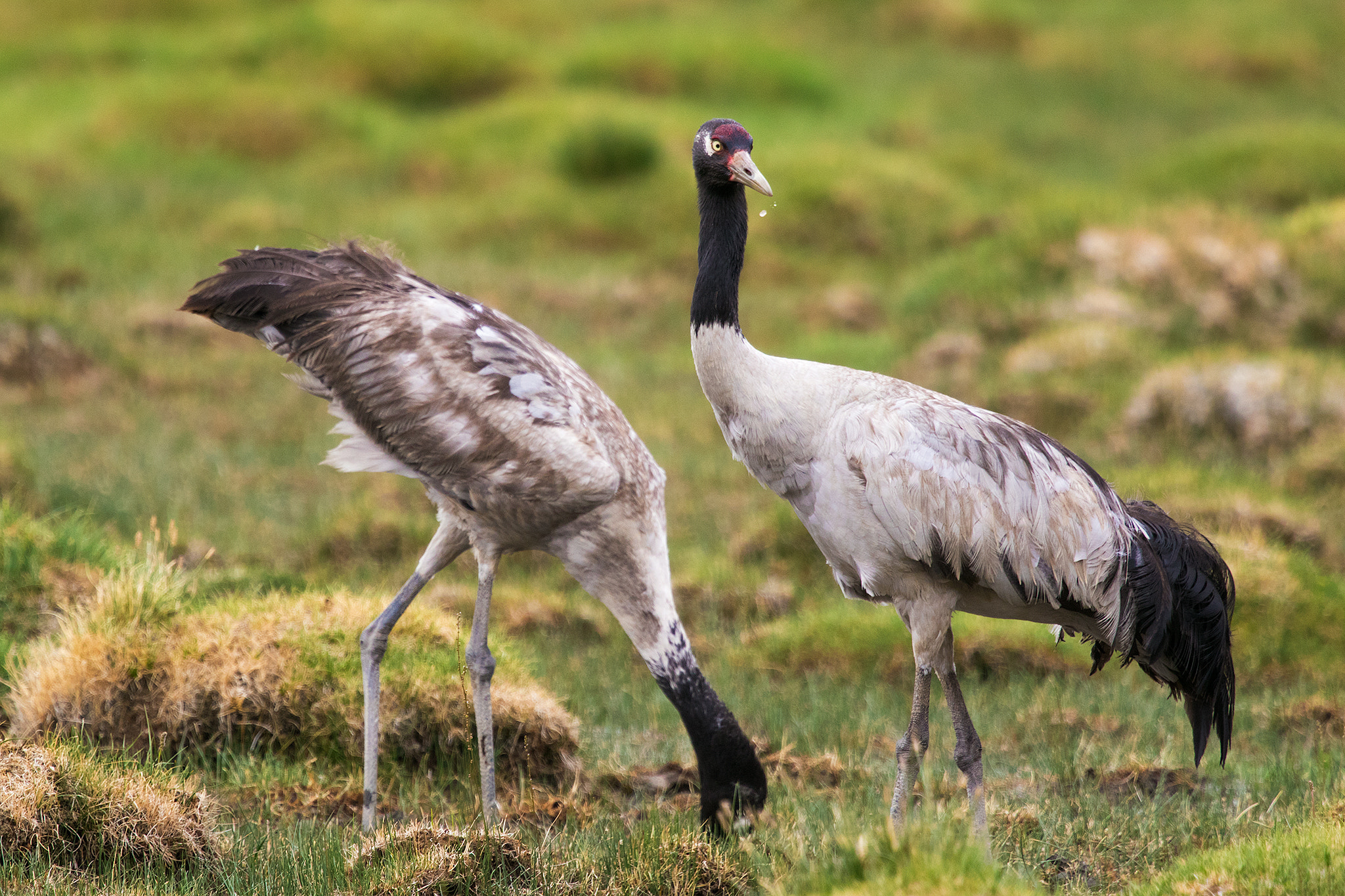
Pár jeřábů černokrkých při sběru potravy

Hnízdo si staví na malých bahnitých nebo travnatých ostrůvcích v mělké vodě. Hnízda se často nachází v mokřadních oblastech s velmi hlubokým bahnem, pročež jsou v podstatě nepřístupné jakýmkoliv suchozemským predátorům včetně člověka. Hnízda z rostlinného materiálu jako jsou rákosí a větvičky mohou být pouze jednoduchá hromádka rostlinných materiálů, nebo poměrně propracovaná s velkým množstvím nanesené vegetace.
Snášení vajec nastává od konce dubna do konce června. V případě náhradní snůšky může dojít ke kladení vajec až do poloviny června. Běžnou snůšku tvoří 2 vejce, občas 1 a někdy až 3. Inkubace trvá kolem 30–33 dní a partneři se v sezení na vejcích střídají. Hnízdo není v podstatě nikdy ponecháno bez dozoru s výjimkou situace, kdy je hnízdící pár v přímém ohrožení. Po vyklubání ptáčat rodiče rozdrtí skořápku vajec a buď ji ukryjí pod hnízdem ve snaze odlákat pozornost predátorů nebo ji nabídnou ptáčatům k snědku. Ptáčata jsou zprvu zcela bezbranná, postavit se dokáží až druhý den po vyklubání. K prvnímu letu dochází kolem věku 90 dní. Úmrtnost mláďat je patrně velmi vysoká; rodičům se jen málokdy podaří vyvést více než 1 mládě za jedno hnízdní období. Pohlavní dospělosti dosahují ve věku kolem 2–3 let, může se dožít cca 20–30 let.

## Vztah k lidem

### Odkaz v kultuře
V Bhútánu jsou jeřábi černokrcí považováni za posvátné ptáky a symbol dlouhověkosti. V údolí Phobjikha, kde se nachází jedno z největších zimovišť jeřábů černokrkých, je přílet jeřábů spojován s koncem období sklizně. Přílet jeřábů je v tomto údolí od roku 1998 oslavován každoročním svátkem, během kterého některé místní děti v převlecích nacvičují a poté veřejně předvádí jeřábí tance, ale i další místní lidové tance a masky. Vedle zmíněného svátku se jeřábi černokrcí objevují v množství bhútánských historických textů a lidových písních. Jejich vyobrazení se objevují na klášterních zdech v celém Bhútánu.

Ukázky kostýmů ze svátku jeřábů černokrkých v Bhútánu
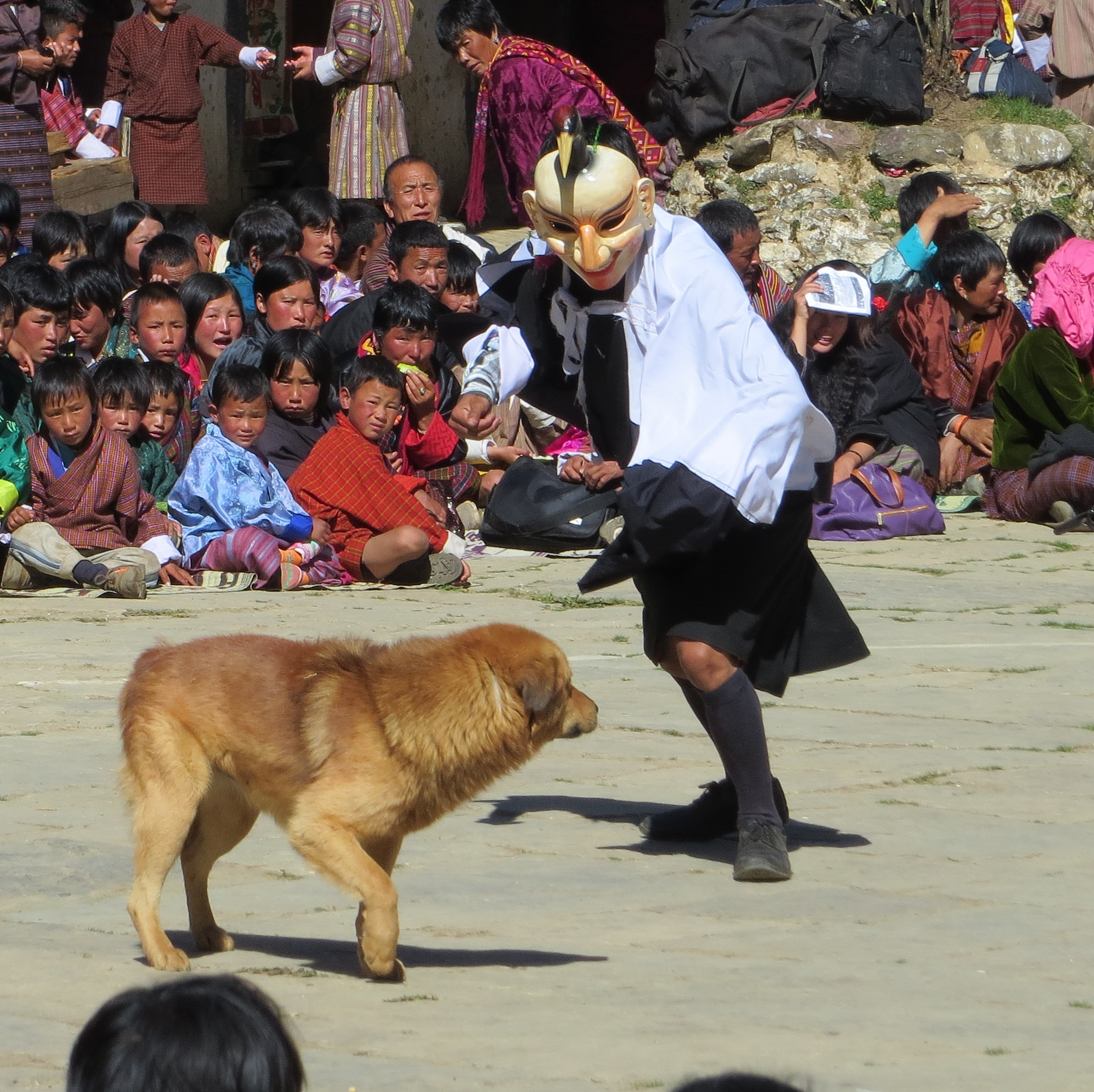
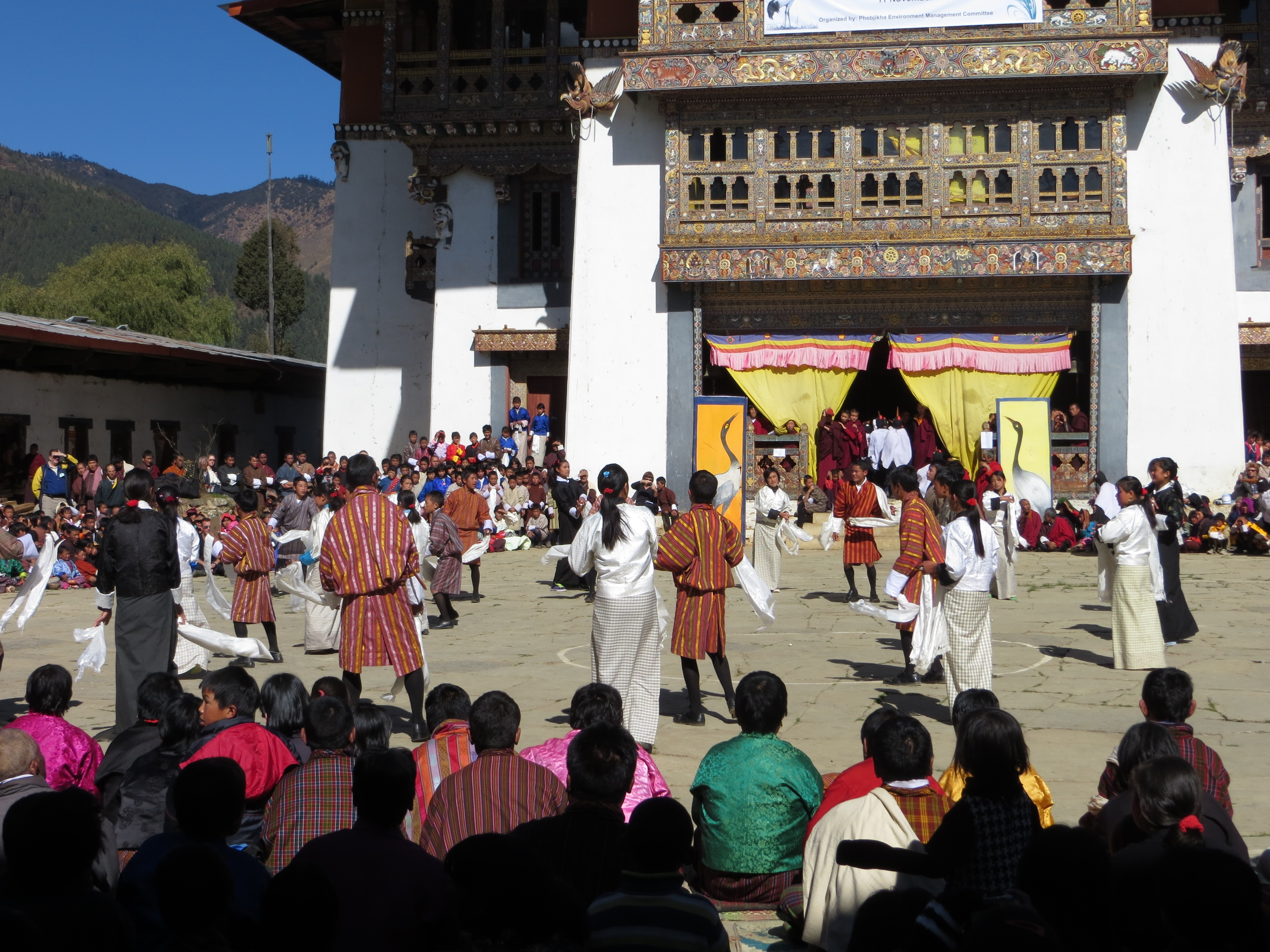
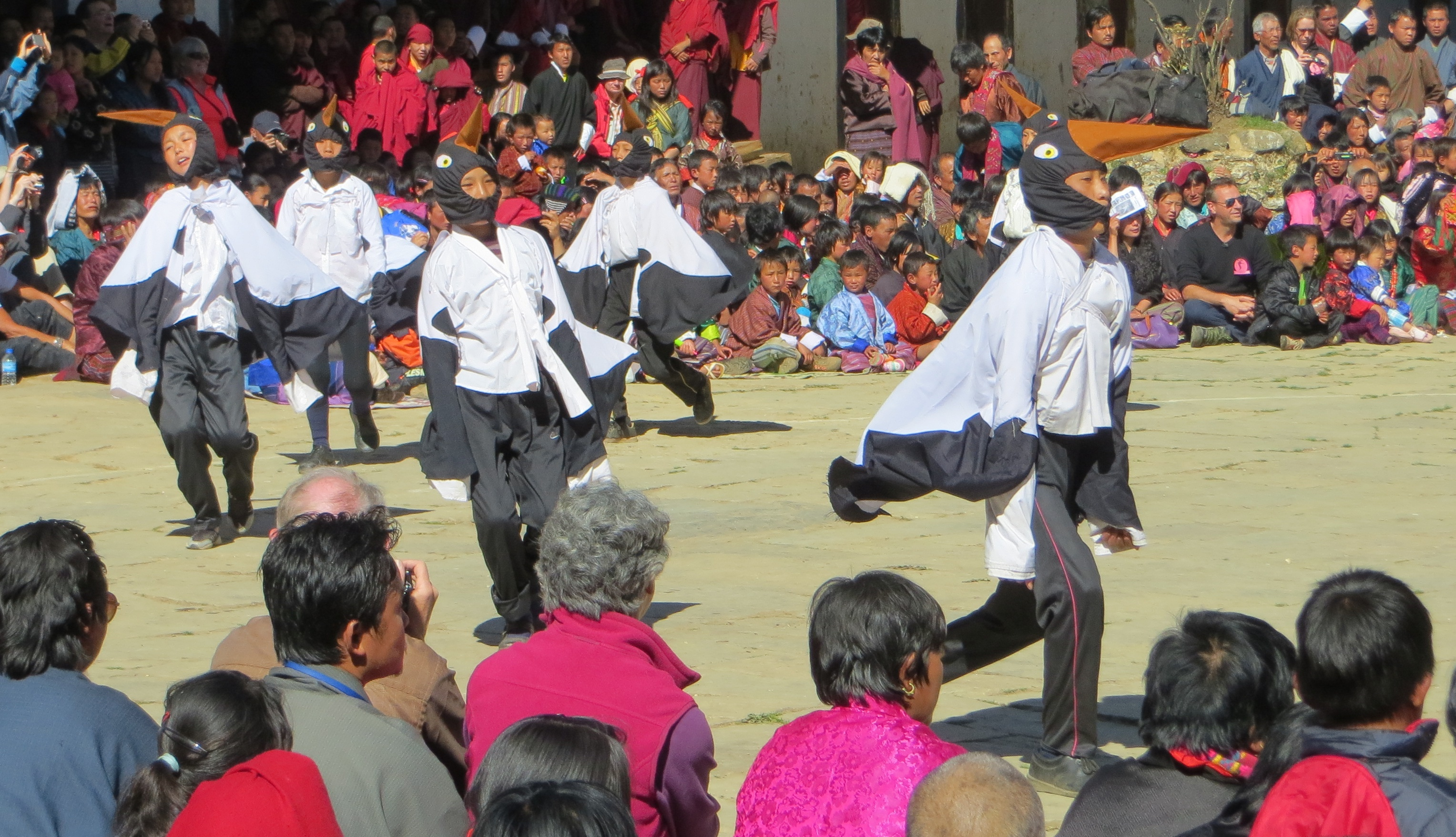

### Ohrožení
Ještě počátkem 90. let 20. století se celkový počet jeřábů černokrkých odhadoval na 5000–6000, avšak počátkem 21. století je jejich celkový počet blížil 11 000, načež se velikost populace víceméně ustálila. Navýšeni stavu druhu nastalo zlepšením podmínek na hnízdištích. Tání ledovců způsobilo navýšení kapacity hnízdních stanovišť a díky vyšším teplotám začalo docházet i k menší úmrtnost jeřábů v průběhu roku. Populaci mohl napomoci i zákaz lovu jeřábů na území Číny, kde byli jeřábi černoocí mezi lety 1960–1990 patrně hojně loveni.
I přes navýšení stavů v závěru 20. století je druh hodnocen jako téměř ohrožený. Na vině je především rostoucí lidská populace, která s sebou přináší zvyšující nároky na spotřebu vody, čímž bude dochází k degradaci i zániku kvalitních mokřadů, které jeřábi potřebují k životu. K degradaci vodních ploch dochází i následkem zástavby (infrastruktura, bydlení, elektrické vedení aj.) nebo zemědělství (používání pesticidů). Turismus a jeho dopady jsou další známou hrozbou jeřábů černokrkých. Hnízdní habitat degraduje nadměrné množství jaků, krav, ovcí a koz, které znečišťují kvalitní mokřady. Jeřábům hrozí i kolize s dráty elektrického vedení nebo ploty.

### Chov
Jeřábi černokrcí jsou chováni z řadě zoologických zahrad. V Česku se jedná např. o Zoo Zlín nebo Zoo Liberec.